# Claudin de Sermisy
Claudin de Sermisy (vers el 1490 - 13 d'octubre de 1562) fou un compositor francès del Renaixement. Junt amb Clément Janequin fou un dels més famosos compositors de chansons populars en francès a principis del segle xvi, a més fou un destacat compositor de música sacra. La seva música influí i es veié influïda pels estils contemporanis italians.
Són poques les dades biogràfiques que es coneixen d'aquest artista, malgrat ser un dels més instruïts i interessants de l'època. És possible que fos un infant de cor de la Santa Capella de París, però el que se sap positivament és que va pertànyer a la Capella Reial en els regnats Francesc I, Enric II, Francesc II i Carles IX, desenvolupant durant un període força llarg la plaça de mestre. El 1554 aconseguí una canongia.
Les seves composicions, en general misses, motets i cançons, es troben en la majoria de les antologies franceses de la primera meitat del segle xvi, havent-se imprès a part: tres llibres de motets, de 3 a 6 veus (1542); quatre misses, a 4 veus (1556), i a 3 i 4 (1558); 11 de les seves cançons, escrites en l'estil de les de Janequin, foren reproduïdes per Expert en la seva col·lecció dels Maîtres musiciens.